# اوراده
اورادی (به فرانسوی: Auradé) یک کمون در فرانسه است که در ژرس واقع شده‌است. اورادی ۲۱٫۳۲ کیلومتر مربع مساحت دارد ۱۶۲ متر بالاتر از سطح دریا واقع شده‌است.